# Kolonia Raj
Kolonia Raj – wieś w Polsce, w województwie mazowieckim, w powiecie lipskim, w gminie Solec nad Wisłą.
Do 31 grudnia 2024 miejscowość była przysiółkiem wsi Kolonia Nadwiślańska.